# Ronnie Price
Ronnie Price (Friendswood, 21 de junho de 1983) é um jogador norte-americano de basquete profissional. Seu último clube foi o Phoenix Suns, disputando a National Basketball Association (NBA).

## Estatísticas

### Temporada regular
| Ano     | Equipe     | PJ  | PT | MPP  | %TC  | %3P  | %TL   | RPP | APP | ROB | TPP | PPP |
| ------- | ---------- | --- | -- | ---- | ---- | ---- | ----- | --- | --- | --- | --- | --- |
| 2005-06 | Sacramento | 29  | 0  | 5.2  | .362 | .222 | 1.000 | .5  | .4  | .2  | .0  | 2.1 |
| 2006-07 | Sacramento | 58  | 1  | 9.7  | .390 | .323 | .673  | 1.2 | .8  | .5  | .1  | 3.3 |
| 2007-08 | Utah       | 61  | 3  | 9.6  | .431 | .347 | .684  | .8  | 1.3 | .5  | .1  | 3.7 |
| 2008-09 | Utah       | 52  | 17 | 14.2 | .379 | .311 | .756  | 1.3 | 2.1 | .8  | .1  | 4.0 |
| 2009-10 | Utah       | 60  | 4  | 13.4 | .405 | .286 | .695  | 1.2 | 2.0 | .7  | .2  | 4.3 |
| 2010-11 | Utah       | 59  | 0  | 12.2 | .352 | .290 | .744  | 1.0 | .9  | .7  | .1  | 3.3 |
| 2011-12 | Phoenix    | 36  | 8  | 14.4 | .377 | .295 | .800  | 1.6 | 1.9 | .9  | .1  | 3.6 |
| 2012-13 | Portland   | 39  | 0  | 13.1 | .325 | .256 | .708  | 1.1 | 1.9 | .7  | .1  | 2.7 |
| 2013-14 | Orlando    | 31  | 2  | 12.2 | .304 | .209 | .692  | 1.4 | 2.1 | .8  | .1  | 2.4 |
| 2014-15 | LA Lakers  | 43  | 20 | 22.8 | .345 | .284 | .800  | 1.6 | 3.8 | 1.6 | .1  | 5.1 |
| 2015-16 | Phoenix    | 62  | 18 | 19.5 | .384 | .347 | .756  | 1.6 | 2.4 | 1.2 | .1  | 5.3 |
| Total   |            | 530 | 73 | 13.5 | .375 | .305 | .737  | 1.2 | 1.8 | .8  | .1  | 3.8 |

### Playoffs
| Ano   | Equipe     | PJ | PT | MPP | %TC  | %3P  | %TL   | RPP | APP | ROB | TPP | PPP |
| ----- | ---------- | -- | -- | --- | ---- | ---- | ----- | --- | --- | --- | --- | --- |
| 2006  | Sacramento | 4  | 0  | 2.3 | .000 | .000 | .000  | .0  | .3  | .0  | .0  | .0  |
| 2008  | Utah       | 12 | 0  | 5.7 | .323 | .214 | .769  | .3  | .9  | .5  | .2  | 2.8 |
| 2009  | Utah       | 2  | 0  | 8.0 | .300 | .000 | 1.000 | 1.5 | 2.5 | .5  | .0  | 4.0 |
| 2010  | Utah       | 10 | 0  | 9.0 | .292 | .286 | .500  | 1.0 | 1.4 | .4  | .1  | 2.0 |
| Total | Total      | 28 | 0  | 6.5 | .294 | .208 | .696  | .6  | 1.1 | .4  | .1  | 2.2 |